# Bonnie May
Bonnie May er en amerikansk stumfilm fra 1920 af Joseph De Grasse og Ida May Park.

## Medvirkende
- Bessie Love
- Charles Gordon
- William Herbert Bainbridge
- Lon Poff
- Miss DuPont